# Sternrotation

Der durch die hohe Rotationsgeschwindigkeit abgeplattete Stern Achernar (Zeichnung).

Die Rotation eines Sterns ist dessen Winkelbewegung um seine Achse. Die Rotationsrate kann anhand des Spektrums des Sterns oder durch die Zeitmessung der Bewegungen aktiver Merkmale auf der Oberfläche bestimmt werden.
Die Rotation eines Sterns bewirkt aufgrund der Zentrifugalkraft eine Abplattung. Sterne können auch eine differentielle Rotation haben, da sie keine festen Körper sind. Dabei kann der Äquator des Sterns mit einer anderen Winkelgeschwindigkeit rotieren als die höheren Breitengrade. Diese Unterschiede in der Rotationsgeschwindigkeit innerhalb eines Sterns können eine wichtige Rolle bei der Entstehung eines stellaren Magnetfelds spielen.
Das Magnetfeld eines Sterns steht in Wechselwirkung mit dem Sternwind. Wenn sich der Materiestrom vom Stern entfernt, verlangsamt sich seine Winkelgeschwindigkeit. Der Sternwind übt einen Widerstand auf die Sternrotation aus, infolgedessen wird Drehimpuls vom Stern auf den Wind übertragen, was im Laufe der Zeit die Rotationsgeschwindigkeit des Sterns verlangsamt.

## Messung
Sofern ein Stern nicht aus der Richtung seines Pols beobachtet wird, bewegen sich Abschnitte der Oberfläche auf den Beobachter zu oder von ihm weg. Die Komponente der Bewegung in Richtung des Beobachters wird als Radialgeschwindigkeit bezeichnet. Für den Teil der Oberfläche mit einer Radialgeschwindigkeitskomponente in Richtung des Beobachters wird die Strahlung aufgrund der Dopplerverschiebung zu einer höheren Frequenz verschoben. Der Bereich, der eine Komponente aufweist, die sich vom Beobachter wegbewegt, wird zu einer niedrigeren Frequenz verschoben. Wenn die Absorptionslinien eines Sterns beobachtet werden, führt diese Verschiebung an beiden Enden des Spektrums zu einer Verbreiterung der Linie. Diese Verbreiterung muss jedoch sorgfältig von anderen Effekten getrennt werden, die die Linienbreite erhöhen können.

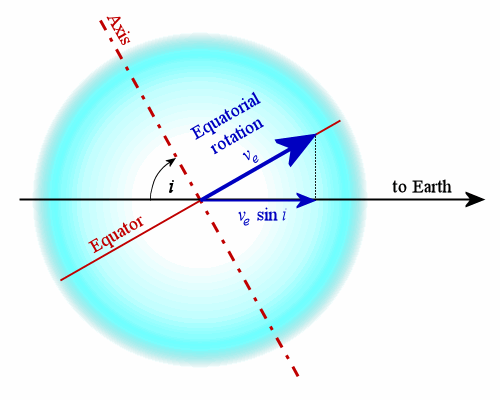
Stern mit einer Inklination i zur Sichtlinie eines Beobachters auf der Erde und einer Rotationsgeschwindigkeit v_{e} am Äquator.

Die durch die Verbreiterung der Absorptionslinien beobachtete Komponente der Radialgeschwindigkeit hängt von der Inklination zur Sichtlinie ab. Der abgeleitete Wert entspricht {\displaystyle v_{e}\cdot \sin i}, wobei ve die Rotationsgeschwindigkeit und i die Inklination ist. Allerdings ist i nicht immer bekannt, so dass das Messergebnis einen Mindestwert für die Rotationsgeschwindigkeit des Sterns darstellt. Das heißt, wenn i nicht ein rechter Winkel ist, dann ist die tatsächliche Geschwindigkeit größer als {\displaystyle v_{e}\cdot \sin i}. Dies wird auch als die projizierte Rotationsgeschwindigkeit bezeichnet. Bei schnell rotierenden Sternen bietet die Polarimetrie eine Methode, um die tatsächliche Geschwindigkeit zu ermitteln; diese Technik wurde bisher nur bei Regulus angewandt.
Bei Riesensternen kann die atmosphärische Mikroturbulenz zu einer Verbreiterung der Absorptionslinien führen, die viel größer ist als die Auswirkungen der Rotation, wodurch das Signal effektiv überlagert wird. Es gibt jedoch einen alternativen Ansatz, bei dem der Mikrolinseneffekt ausgenutzt wird. Dieser tritt auf, wenn ein massereiches Objekt vor einem weiter entfernten Stern vorbeizieht und wie eine Linse wirkt, die das Bild kurzzeitig vergrößert. Die auf diese Weise gewonnenen detaillierteren Informationen ermöglichen es, die Auswirkungen der Mikroturbulenz von der Rotation zu unterscheiden.
Wenn ein Stern Oberflächenmerkmale wie Sternflecken aufweist, können diese verfolgt werden, um die Rotationsrate zu schätzen. Solche Merkmale können sich jedoch auch an anderen Orten als dem Äquator bilden und im Laufe ihres Lebens über die Breitengrade wandern, so dass die differentielle Rotation eines Sterns zu unterschiedlichen Messungen führen kann. Stellare magnetische Aktivität geht oft mit einer schnellen Rotation einher, so dass diese Technik für die Messung solcher Sterne verwendet werden kann. Die Beobachtung von Sternflecken hat gezeigt, dass diese Merkmale tatsächlich die Rotationsrate eines Sterns verändern können, da die Magnetfelder die Gasströmungen im Stern beeinflussen.

## Physikalische Auswirkungen

### Abplattung
Die Schwerkraft neigt dazu, Himmelskörper zu einer perfekten Kugel zusammenzuziehen, d. h. zu einer Form, bei der sich die gesamte Masse so nahe wie möglich am Schwerpunkt befindet. Ein rotierender Stern ist jedoch nicht kugelförmig, er weist eine gewisse Abplattung auf.
Wenn sich eine rotierende Molekülwolke zu einem Stern zusammenzieht, wird ihre Form immer kugelförmiger, aber die Kontraktion geht nicht bis zu einer perfekten Kugel. An den Polen wirkt die gesamte Schwerkraft, um die Kontraktion zu verstärken, aber am Äquator wird die effektive Schwerkraft durch die Zentrifugalkraft vermindert. Die endgültige Form des Sterns nach der Sternentstehung ist eine Gleichgewichtsform in dem Sinne, dass die effektive Schwerkraft in der Äquatorregion (da sie verringert ist) den Stern nicht in eine kugelförmigere Form ziehen kann. Die Rotation führt auch zur sogenannten Schwerkraft-Abdunklung  am Äquator.
Ein extremes Beispiel findet sich bei Regulus A (α Leonis A). Der Äquator dieses Sterns hat eine gemessene Rotationsgeschwindigkeit von 317 ± 3 km/s. Dies entspricht einer Rotationsperiode von 15,9 Stunden, was 86 % der Geschwindigkeit entspricht, bei der der Stern auseinanderbrechen würde. Der Äquatorradius dieses Sterns ist 32 % größer als der Polarradius. Andere schnellrotierende Sterne sind Alpha Arae, Pleione, Wega und Achernar.
Bewirkt die Geschwindigkeit eines Sterns, dass die Zentrifugalkraft am Äquator gleich der Gravitationskraft ist, kann es ihn zerreißen. Damit ein Stern stabil ist, muss die Rotationsgeschwindigkeit unter diesem Wert liegen.

### Differentielle Rotation
Eine differentielle Oberflächenrotation wird bei Sternen wie der Sonne beobachtet, wenn die Winkelgeschwindigkeit mit dem Breitengrad variiert. Normalerweise nimmt die Winkelgeschwindigkeit mit zunehmender geografischer Breite ab. Es wurde jedoch auch das Gegenteil beobachtet, wie z. B. bei dem Stern HD 31993. Der erste Stern außer der Sonne, dessen differentielle Rotation im Detail gemessen wurde, ist AB Doradus.
Der zugrunde liegende Mechanismus, der die unterschiedliche Rotation verursacht, ist die turbulente Konvektion im Inneren eines Sterns. Durch die Konvektionsbewegung wird Energie durch die Massenbewegung des Plasmas an die Oberfläche transportiert. Diese Plasmamasse trägt einen Teil zur Winkelgeschwindigkeit des Sterns bei. Wenn es durch Scherung und Rotation zu Turbulenzen kommt, kann sich der Drehimpuls durch meridionale Strömungen auf verschiedene Breitengrade verteilen.
Es wird angenommen, dass an den Grenzflächen zwischen Regionen mit starken Rotationsunterschieden Dynamoprozesse entstehen, die wiederum das stellare Magnetfeld erzeugen. Es besteht auch eine komplexe Wechselwirkung zwischen der Rotationsverteilung eines Sterns und seinem Magnetfeld, wobei die Umwandlung von magnetischer Energie in kinetische Energie die Geschwindigkeitsverteilung verändert.

## Verlangsamung der Rotation

### Während der Sternentstehung
Es wird angenommen, dass Sterne durch den Kollaps einer Niedrigtemperaturwolke aus Gas und Staub entstehen. Wenn die Wolke kollabiert, führt die Erhaltung des Drehimpulses dazu, dass das Material in eine rotierende Scheibe gezwungen wird. Im dichten Zentrum dieser Scheibe bildet sich ein Protostern, der durch die Gravitationsenergie des Kollapses Wärme gewinnt.
Wenn der Kollaps weitergeht, kann die Rotationsrate so weit ansteigen, dass der akkretierende Protostern aufgrund der Zentrifugalkraft am Äquator zerbricht. Daher muss die Rotationsgeschwindigkeit in den ersten 100.000 Jahren verringert werden, um dieses Szenario zu vermeiden. Eine mögliche Erklärung für diese Verringerung ist das magnetische Abbremsen bei der Wechselwirkung des Magnetfelds des Protosterns mit dem Sternwind. Der expandierende Sternwind nimmt den Drehimpuls mit und verlangsamt die Rotationsgeschwindigkeit des kollabierenden Protosterns.
| Spektralklasse | ve (km/s) |
| -------------- | --------- |
| O5             | 190       |
| B0             | 200       |
| B5             | 210       |
| A0             | 190       |
| A5             | 160       |
| F0             | 95        |
| F5             | 25        |
| G0             | 12        |

Bei den meisten Hauptreihensternen mit einer Spektralklasse zwischen O5 und F5 wurde eine schnelle Rotation festgestellt. Bei Sternen in diesem Bereich nimmt die gemessene Rotationsgeschwindigkeit mit der Masse zu. Dieser Anstieg der Rotationsgeschwindigkeit erreicht seinen Höhepunkt bei jungen, massereichen Sternen der B-Klasse.

### Nach der Sternentstehung
Da die erwartete Lebensdauer eines Sterns mit zunehmender Masse abnimmt, lässt sich dies durch eine Abnahme der Rotationsgeschwindigkeit mit dem Alter erklären. Für Hauptreihensterne kann die Abnahme der Rotation mathematisch angenähert werden:
{\displaystyle \Omega _{e}\propto t^{-{\frac {1}{2}}}}
wobei {\displaystyle \Omega _{e}} die Winkelgeschwindigkeit am Äquator und t das Alter des Sterns ist. Diese Beziehung wird nach Andrew P. Skumanich, der sie 1972 entdeckte, Skumanichs Gesetz genannt, die aber eigentlich schon viel früher von Évry Schatzman vorgeschlagen worden war. Die Gyrochronologie ist die Bestimmung des Alters eines Sterns auf der Grundlage der Rotationsrate, die anhand der Sonne kalibriert wird.
Sterne verlieren durch den Sternwind langsam an Masse, der aus der Photosphäre ausgestoßen wird. Das Magnetfeld des Sterns übt ein Drehmoment auf die ausgestoßene Materie aus, was zu einer stetigen Übertragung von Drehimpulsen vom Stern weg führt. Sterne mit einer Rotationsgeschwindigkeit von mehr als 15 km/s weisen auch einen schnelleren Massenverlust und folglich einen schnelleren Rotationsabfall auf. In dem Maße, in dem die Rotation eines Sterns durch Abbremsen verlangsamt wird, nimmt auch die Geschwindigkeit des Drehimpulsverlusts ab. Unter diesen Bedingungen nähern sich die Sterne allmählich dem Zustand der Nullrotation, erreichen ihn aber nie ganz.

### Sterne am Ende der Hauptreihe
Ultrakühle Zwerge und Braune Zwerge drehen sich aufgrund der Gravitationskontraktion schneller, wenn sie altern. Diese Objekte haben auch ähnliche Magnetfelder wie die kältesten Sterne. Die Entdeckung von schnell rotierenden Braunen Zwergen wie dem Braunen Zwerg WISEPC J112254.73+255021.5 stützt theoretische Modelle, die zeigen, dass die Abnahme der Rotation durch Sternwinde am Ende der Hauptreihe mehr als 1000 Mal schwächer ist.

## Enge Doppelsterne
Ein enges Doppelsternsystem entsteht, wenn zwei Sterne einander in einem durchschnittlichen Abstand umkreisen, der in der gleichen Größenordnung liegt wie ihr Durchmesser. Bei diesen Abständen können komplexe Wechselwirkungen auftreten, wie Gezeiteneffekte, Massentransfer und sogar Kollisionen. Gezeitenwechselwirkungen in einem engen Doppelsternsystem können zu einer Veränderung der Bahn- und Rotationsparameter führen. Der Gesamtdrehimpuls des Systems bleibt erhalten, aber der Drehimpuls kann zwischen den Umlaufperioden und den Rotationsraten übertragen werden.
Jeder Teil eines engen Doppelsternsystems erzeugt durch seine Gravitationswirkung Gezeiten auf dem anderen. Die dadurch entstehenden Verformungen (Gezeitenberge) können jedoch in Bezug auf die Richtung der Gravitationsanziehung leicht versetzt sein. So erzeugt die Schwerkraft eine Drehmomentkomponente auf den Wulst, was zu einer Übertragung von Drehimpuls (Gezeitenbeschleunigung) führt. Dadurch entwickelt sich das System ständig weiter, obwohl es sich einem stabilen Gleichgewicht nähern kann. Der Effekt kann noch komplexer sein, wenn die Rotationsachse nicht senkrecht zur Bahnebene steht.
Bei Doppelsternen, die sich berühren oder fast berühren, kann die Übertragung von Masse von einem Stern auf seinen Begleiter auch zu einer erheblichen Übertragung von Drehimpuls führen. Der akkretierende Begleiter kann sich bis zu dem Punkt drehen, an dem er seine kritische Rotationsrate erreicht und beginnt, entlang des Äquators Masse zu verlieren.

## Entartete Sterne
Nachdem ein Stern seine Energieerzeugung durch Kernfusion beendet hat, geht er in einen kompakteren, entarteten Zustand über. Während dieses Prozesses werden die Abmessungen des Sterns erheblich verringert, was zu einer entsprechenden Zunahme der Winkelgeschwindigkeit führen kann.

### Weiße Zwerge
Ein Weißer Zwerg ist ein Stern, der aus Material besteht, das als Nebenprodukt der thermonuklearen Fusion während der Anfangszeit seines Lebens entstanden ist, dem aber die Masse fehlt, um die schwereren Elemente zu verbrennen. Er ist ein kompakter Körper, der durch einen quantenmechanischen Effekt, den so genannten Elektronenentartungsdruck, gestützt wird, der es dem Stern nicht erlaubt, weiter zu kollabieren. Im Allgemeinen haben die meisten Weißen Zwerge eine niedrige Rotationsrate, die höchstwahrscheinlich durch Rotationsbremsung oder durch die Abgabe von Drehimpuls beim Verlust der äußeren Hülle des Vorgängersterns entstanden ist. (Siehe auch: Planetarischer Nebel.)
Ein langsam rotierender Weißer Zwerg kann die Chandrasekhar-Grenze von 1,44 Sonnenmassen nicht überschreiten, ohne zu einem Neutronenstern zu kollabieren oder als Supernova vom Typ Ia zu explodieren. Sobald der Weiße Zwerg diese Masse erreicht, z. B. durch Akkretion oder Kollision, würde die Gravitationskraft den von den Elektronen ausgeübten Druck übersteigen. Wenn der Weiße Zwerg jedoch schnell rotiert, verringert sich die effektive Schwerkraft in der Äquatorialregion, so dass der Weiße Zwerg die Chandrasekhar-Grenze überschreiten kann. Eine solche schnelle Rotation kann zum Beispiel durch Massenakkretion entstehen, die zu einer Übertragung von Drehimpulsen führt.

### Neutronensterne

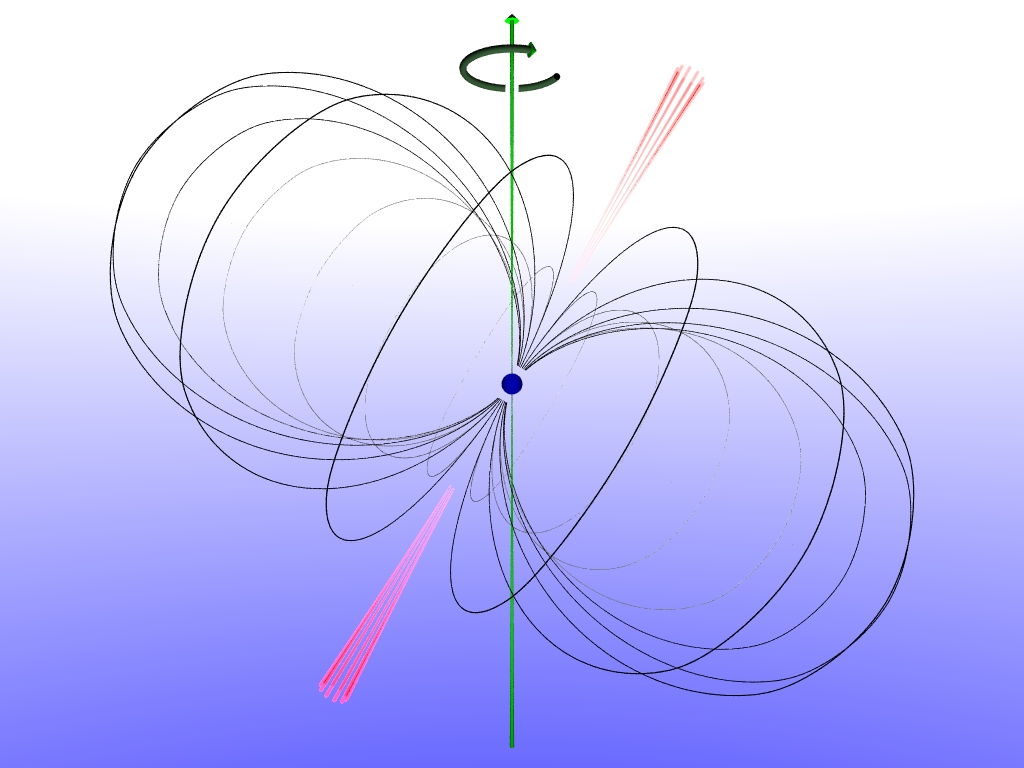
Der Neutronenstern (Mitte) sendet von seinen Magnetpolen einen Strahl aus. Die Strahlen werden entlang einer konischen Fläche um die Rotationsachse geführt.

Ein Neutronenstern ist ein sehr dichter Überrest eines Sterns, der hauptsächlich aus Neutronen besteht – einem Teilchen, das in den meisten Atomkernen vorkommt und keine elektrische Ladung besitzt. Die Masse eines Neutronensterns liegt im Bereich des 1,2- bis 2,1-fachen der Masse der Sonne. Infolge des Kollapses kann ein neu entstandener Neutronenstern eine sehr schnelle Rotationsrate aufweisen, die in der Größenordnung von hundert Umdrehungen pro Sekunde liegt.
Pulsare sind rotierende Neutronensterne, die ein Magnetfeld haben. Von den Polen rotierender Pulsare wird ein schmaler Strahl elektromagnetischer Strahlung ausgesandt. Wenn der Strahl die Richtung des Sonnensystems überstreicht, erzeugt der Pulsar einen periodischen Impuls, der von der Erde aus nachgewiesen werden kann. Die vom Magnetfeld abgestrahlte Energie verlangsamt allmählich die Rotationsrate, so dass ältere Pulsare zwischen jedem Puls mehrere Sekunden benötigen können.

### Schwarze Löcher
Ein schwarzes Loch ist ein Objekt mit einem Gravitationsfeld, das so stark ist, dass es das Entweichen von Licht verhindern kann. Wenn sie aus dem Kollaps einer rotierenden Masse entstehen, behalten sie den gesamten Drehimpuls bei, der nicht in Form von ausgestoßenem Gas verloren geht. Diese Rotation bewirkt, dass der Raum innerhalb eines flachen, kugelförmigen Volumens, der so genannten „Ergosphäre“, von dem Schwarzen Loch mitgerissen wird. Die Masse, die in dieses Volumen fällt, gewinnt durch diesen Prozess Energie, und ein Teil der Masse kann dann herausgeschleudert werden, ohne in das Schwarze Loch zu fallen. Wenn die Masse ausgestoßen wird, verliert das Schwarze Loch an Drehimpuls (der „Penrose-Prozess“). Die Rotationsgeschwindigkeit eines Schwarzen Lochs wurde mit 98,7 % der Lichtgeschwindigkeit gemessen.